# 許昕
許 昕（きょ きん、Xu Xin、シュ・シン、1990年1月8日 - ）は、中国・江蘇省徐州出身の男子卓球選手。最高ランク1位。馬龍、樊振東と共に中国のトップ3として活躍した。
2011年の第51回世界卓球選手権個人戦の男子ダブルスで馬龍とのペアで陳玘、馬琳組を決勝で破り優勝した。
シングルスのみに絞り第1シードで迎えた2013年の第52回世界卓球選手権個人戦であったが、準々決勝で松平健太に勝ったあと、準決勝で張継科にストレートで敗れ銅メダルに終わった。
2014年の第52回世界選手権東京大会で団体金メダルを獲得。更に、アジア競技大会ではシングルスで優勝し、ダブルスで準優勝、団体でも金メダルを取る活躍を見せた。
2016年リオデジャネイロオリンピックでは馬龍・張継科と共に男子団体の代表に選出され、準決勝までを全勝するが、決勝で日本の水谷隼にフルセットに持ち込まれ、ポイント10-7とマッチポイントを先に掴みながらもそこから水谷に5連続ポイントを奪われて敗れるという波乱があった。しかし直後のダブルスでは張継科とのペアで日本の丹羽孝希・吉村真晴ペアを退けてチームは3勝1敗で金メダルを獲得した。 
現在は上海でカフェを経営している。
2022年開催のWTT Grand Smash Singapore 2022以来国際大会に出場しておらず、2023年7月4日付けの世界ランキングにて姿を消した。
世界選手権で中国選手では馬龍、王励勤に次ぐ3番目、男子歴代7位の10冠を獲得している。
ワールドカップでは樊振東と並ぶ男子歴代2位の8冠を獲得。

## プレースタイル
長い手足を生かした回転量の多いドライブと俊敏なフットワークが持ち味で、ラリー戦に強い。中陣へ下がり打点を落としたドライブを連打する事が多いが、プレー位置は広く前・中・後どこでも戦える選手である。身体能力が異常に高く、普通の選手では届かないようなボールに飛びついて返球したりというスーパープレイをしばしば見せる。ロビングからの反撃も得意。
肩甲骨打法から繰り出すフォアドライブの回転量・変化は世界トップであり、ペンであることを生かし腕の振りと共に手首を限界に使用して強烈な回転を生み出すループドライブが特徴である。前では振りぬいて一撃で決めるフォアドライブと超回転のループを使い分け、後ろでは限界まで高く上げるロビングと変化の激しいカーブドライブを織り交ぜるなど、戦術の幅も広い。
台上技術もうまく、フォアハンドのピタッと止まるストップや裏面打法によるチキータが得意。稀に"フォアハンド版チキータ"とも言える彼独特のフリックレシーブを使う。
左利きであることを生かし、ダブルスの実力は世界一であり、どんな人と組んでもほとんどの大会で優秀な成績を残した。

## 主な戦績
- 2009年
  - 第50回世界選手権横浜大会 男子シングルス ベスト32、男子ダブルス 準優勝（馬龍と）
  - アジア卓球選手権ラクナウ大会　男子ダブルス　優勝、男子団体　優勝
- 2010年
  - 第50回世界選手権モスクワ大会 男子団体 優勝
- 2011年
  - 第51回世界選手権ロッテルダム大会 男子シングルス ベスト16、男子ダブルス 優勝（馬龍と）
- 2012年
  - 第51回世界選手権ドルトムント大会 男子団体 優勝
  - ワールドカップ（リヴァプール） 男子シングルス4位
  - アジア卓球選手権マカオ大会　混合ダブルス　優勝、男子団体　優勝
- 2013年
  - 第52回世界選手権パリ大会 男子シングルス 3位
  - ワールドカップ（ベルビエ）男子シングルス優勝
  - 全中国運動会卓球競技男子シングルス3位、団体(上海市)準優勝
  - アジア卓球選手権釜山大会　男子団体　優勝
- 2014年
  - 第52回世界選手権東京大会 男子団体 優勝
  - 2014年アジア競技大会卓球競技　男子シングルス　優勝、男子ダブルス　準優勝（樊振東と）、男子団体　優勝
- 2015年
  - 第53回世界選手権蘇州大会 男子シングルス ベスト16、男子ダブルス 優勝（張継科と）、混合ダブルス 優勝（韓国の梁夏銀と）
  - アジア卓球選手権パタヤ大会　男子ダブルス　優勝、男子団体　優勝
- 2016年
  - 第53回世界選手権クアラルンプール大会 男子団体優勝
  - リオデジャネイロオリンピック 男子団体金メダル
- 2019年
  - ジャパンオープン男子シングルス優勝、男子ダブルス優勝、混合ダブルス優勝
  - 韓国オープン男子シングルス優勝、男子ダブルス優勝
- 2021年
  - 東京オリンピック 混合ダブルス2位（劉詩雯ペア）、男子団体金メダル

### 世界ランキング
|        | 1月 | 2月 | 3月 | 4月 | 5月 | 6月 | 7月 | 8月 | 9月 | 10月 | 11月 | 12月 |
| ------ | --- | --- | --- | --- | --- | --- | --- | --- | --- | ---- | ---- | ---- |
| 2005年 |     |     |     |     |     |     |     |     | 454 | 453  | 458  | 449  |
| 2006年 |     | 436 | 435 | 443 | 444 | 437 | 439 | 434 | 213 | 227  | 232  | 227  |
| 2007年 | 216 | 215 | 216 | 216 | 218 | 209 | 220 | 219 |     |      |      |      |
| 2008年 |     |     |     |     |     | 150 | 151 | 150 | 150 | 114  | 116  | 113  |
| 2009年 |     |     |     |     |     | 47  | 34  |     |     |      |      |      |
| 2010年 | 15  | 13  | 7   | 7   | 7   | 7   | 8   | 9   | 8   | 7    | 7    | 9    |
| 2011年 | 10  | 8   | 6   | 6   | 6   | 7   | 9   | 9   | 9   | 7    | 8    | 5    |
| 2012年 | 5   | 5   | 4   | 4   | 4   | 3   | 3   | 3   | 3   | 3    | 3    | 3    |
| 2013年 | 1   | 1   | 2   | 2   | 1   | 1   | 2   | 2   | 2   | 2    | 2    | 2    |
| 2014年 | 2   | 2   | 1   | 1   | 1   | 1   | 1   | 1   | 1   | 1    | 1    | 1    |
| 2015年 | 1   | 1   | 2   | 2   | 2   | 2   | 2   | 2   | 2   | 2    | 3    | 3    |
| 2016年 | 3   | 3   | 3   | 3   | 3   | 3   | 3   | 3   | 3   | 3    | 3    | 3    |
| 2017年 | 3   | 3   | 3   | 3   | 3   | 3   | 3   | 3   | 3   | 3    |      | 4    |
| 2018年 | 5   | 5   | 5   | 4   | 4   | 6   | 5   | 2   | 2   | 2    | 2    | 2    |
| 2019年 | 2   | 2   | 2   | 2   | 3   | 3   | 1   | 1   | 1   | 1    | 2    | 1    |
| 2020年 | 2   | 1   | 1   | 2   |     |     |     |     |     |      | 2    | 2    |
| 2021年 | 2   | 2   | 2   | 2   | 2   | 2   | 2   | 3   | 3   | 3    | 3    | 3    |
| 2022年 | 3   | 9   | 8   | 8   | 83  | 86  | 88  | 93  | 107 | 106  | 108  | 111  |
| 2023年 | 114 | 120 | 125 | 110 | 113 | 115 |     |     |     |      |      |      |